# قطار شهری بوخوم
قطار شهری بوخوم (آلمانی: Bochum Stadtbahn) سیستم قطار سبک شهری در بوخوم، آلمان است.
این قطار شهری که در سال ۱۹۸۹ تأسیس شده دارای ۱ خط، ۲۱ ایستگاه و ۱۵ کیلومتر طول می‌باشد.

## نگارخانه

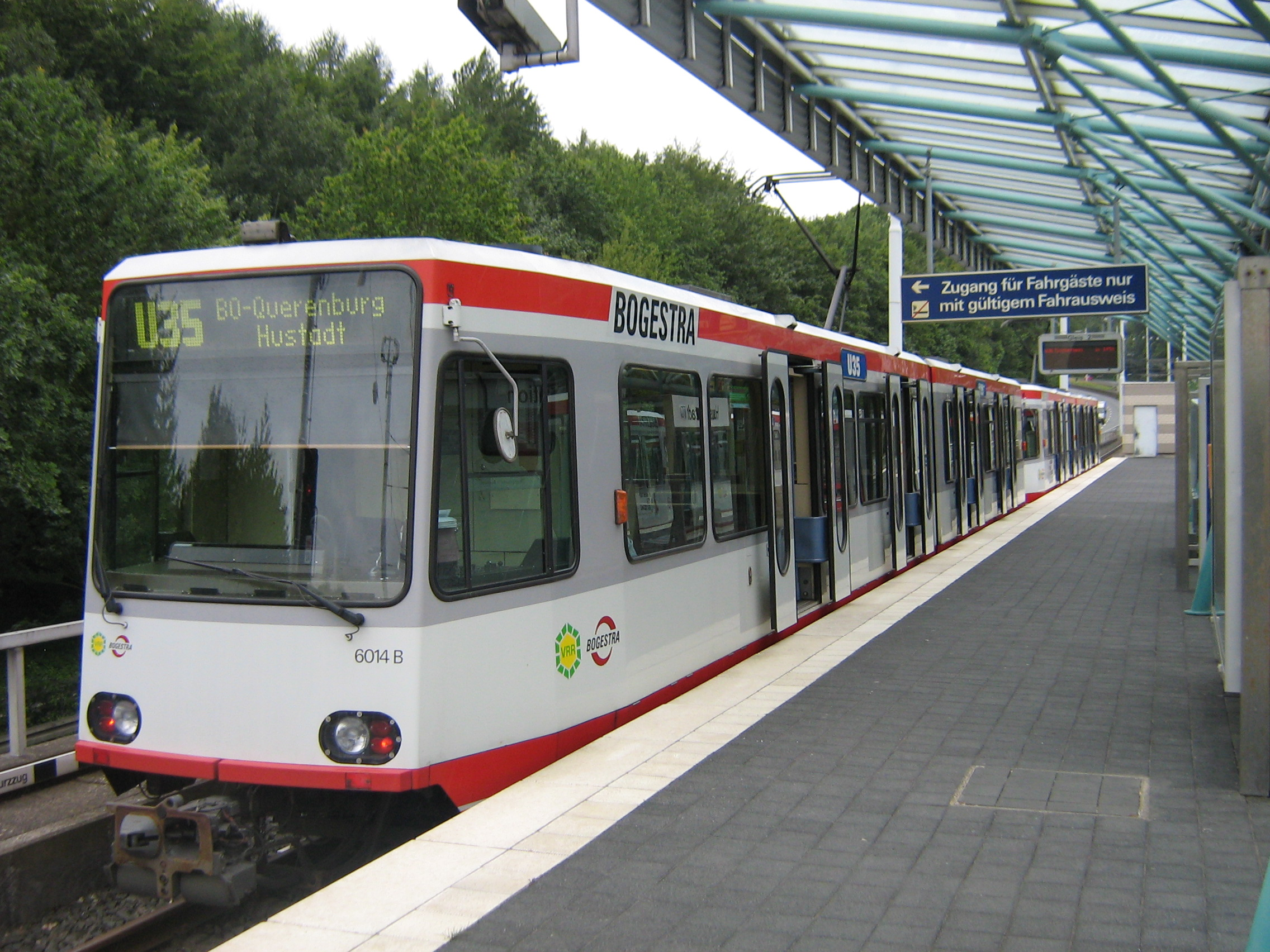
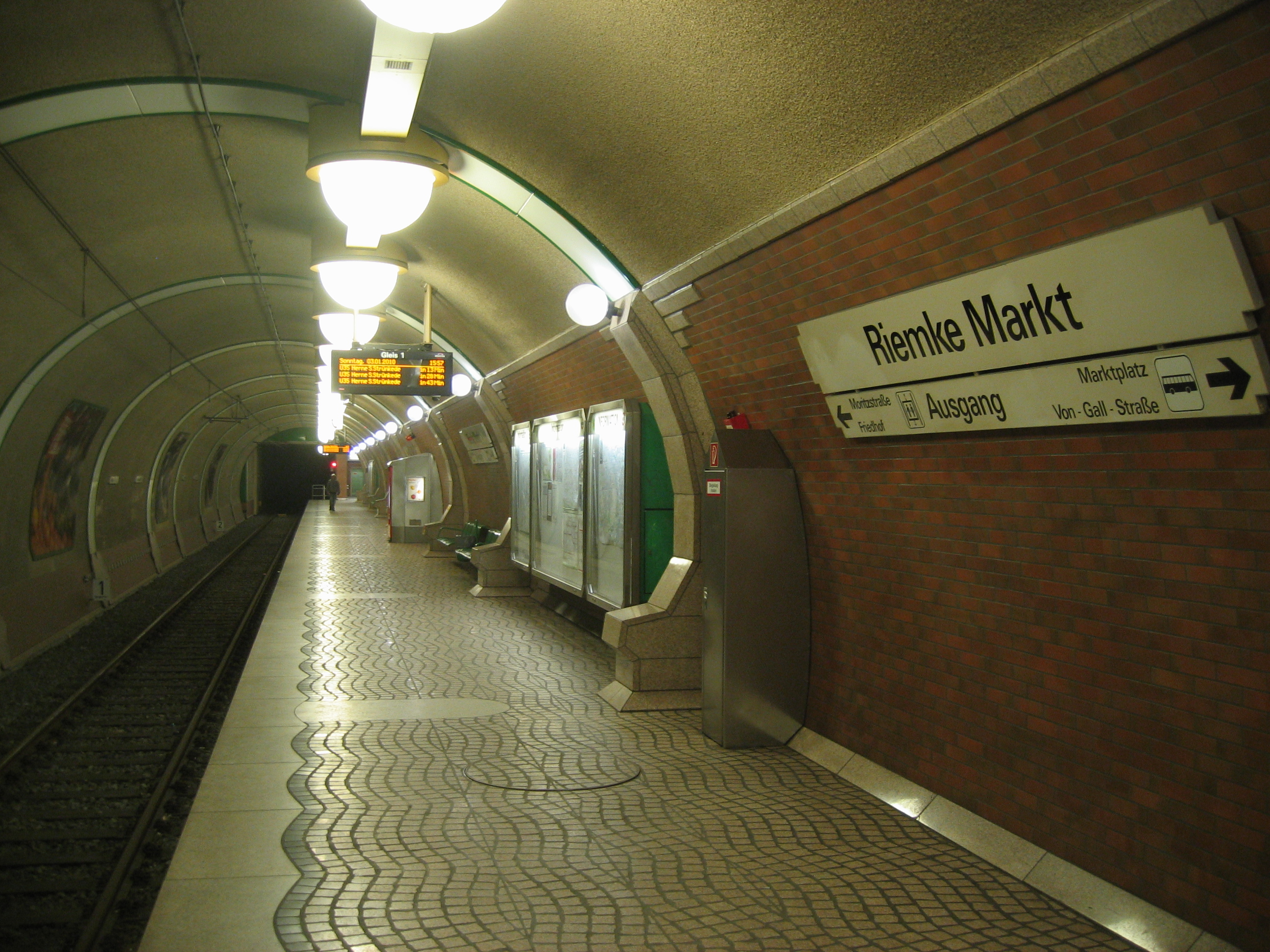
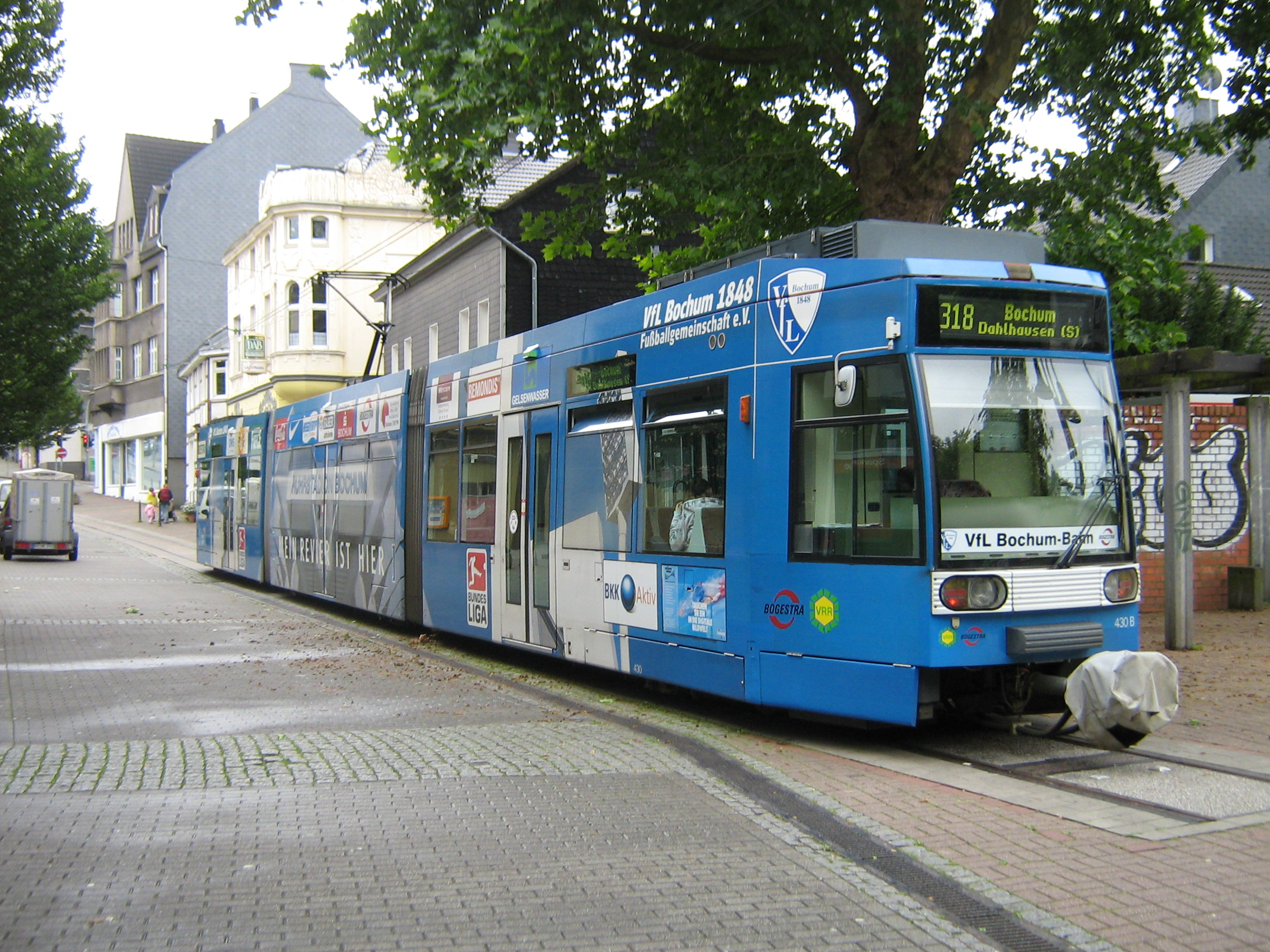
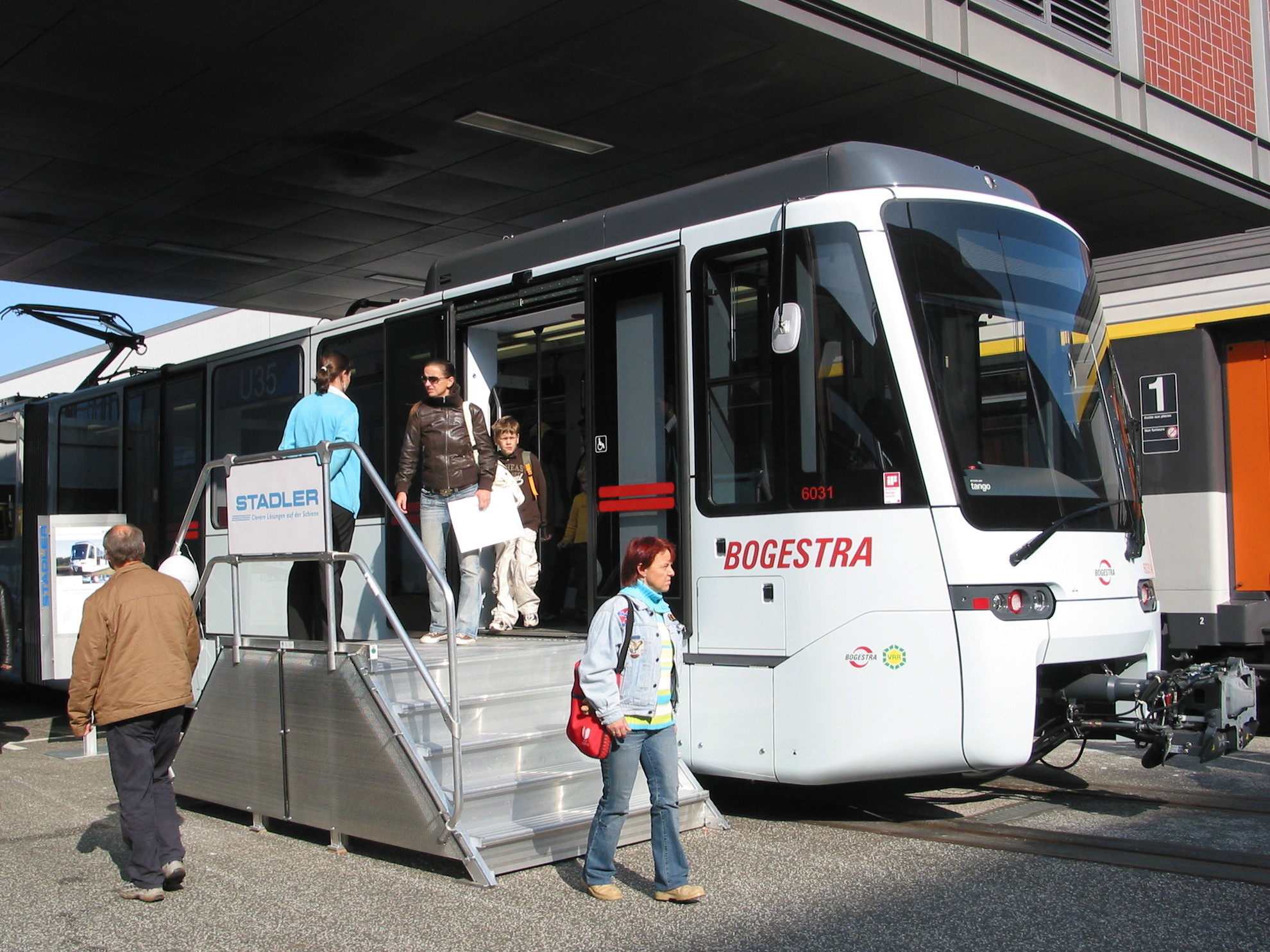
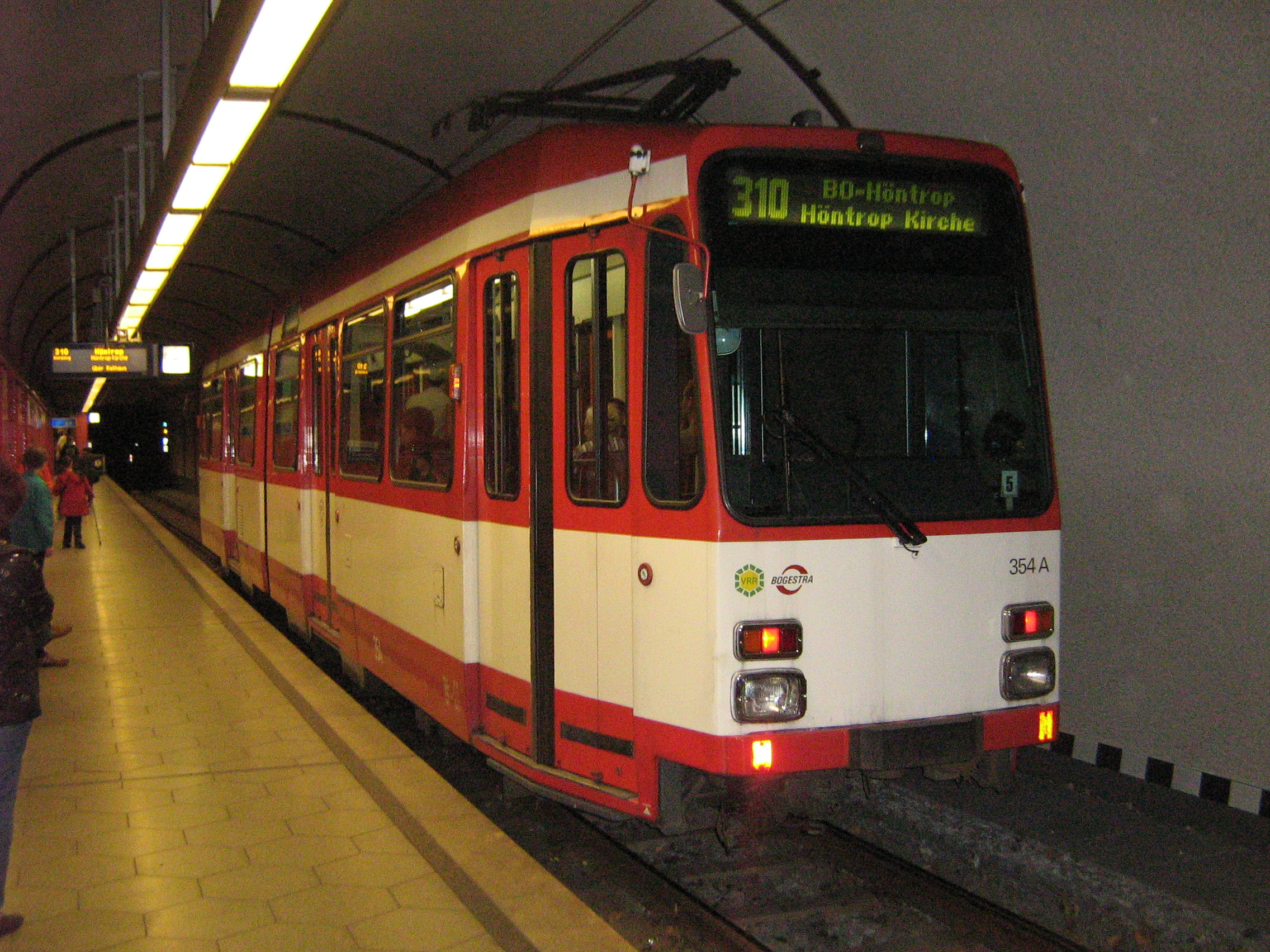